# Picumne cannelle
Picumnus cinnamomeus
Espèce
Statut de conservation UICN

 LC  : Préoccupation mineure
Le Picumne cannelle, Picumnus cinnamomeus, est une espèce d'oiseaux de la famille des Picidae (sous-famille des Picumninae), endémique de la zone néotropicale (Colombie et Venezuela).